# Alun Morgan
Alun Morgan (Pontypridd, Wales, 1928) is een Britse jazz-criticus en -schrijver. 
Morgan raakte geïnteresseerd in jazz tijdens de Tweede Wereldoorlog en Charlie Parker maakte later grote indruk op hem. Hij begon in de vroege jaren 50 over jazz te schrijven, voor Melody Maker, Jazz Journal, Jazz Monthly en Gramophone. Vanaf 1969 schreef hij twintig jaar lang wekelijks een jazz-column in een locale krant in Kent. Hij heeft hoesteksten geschreven voor meer dan 2,500 albums, aanvankelijk voor Vogue Records. Vanaf 1954 leverde hij bijdragen aan muziekprogramma's voor BBC Radio.
Morgan is de auteur van een boek over moderne jazz in Engeland en de mede-auteur van verschillende boeken over jazzplaten. Hij heeft lezingen gegeven over jazz in Guildhall School of Music and Drama en in de Royal Academy of Music in London. 
Tot 1991 was hij tevens een fulltime architect. Na zijn pensioen is hij geëmigreerd naar Australië.

## Werken
- 1998, 1995: The Gramophone Jazz Good CD Guide, met Keith Shadwick, Dave Gelly, Steve Voce en Brian Priestley, Gramophone Publications
- 1984: Count Basie, (Jazz Masters series), Spellmount Publishers
- 1977: Modern Jazz - A survey of developments since 1939, met Raymond Horricks, London, Gollancz, 1956; Westport, CT, Greenwood Publishing
- 1975: Modern Jazz-The Essential Records, met Max Harrison, Ronald Atkins, Michael James en Jack Cooke, Aquarius Books
- 1968: Jazz on record: a critical guide to the first 50 years, met Albert McCarthy, Paul Oliver en Max Harrison, London: Hanover Books; New York: Oak Publications
- 1960:  Jazz On Record: A Critical Guide, met Charles Fox, Peter Gammond en Alexis Korner, Grey Arrow/Hutchinson